# James A. Garfield
James Abram Garfield (Moreland Hills, 19. studenog 1831. – Long Branch, 19. rujna 1881., 20. predsjednik SAD-a i drugi predsjednik koji je ubijen u atentatu. 
Njegov mandat je drugi najkraći, odmah iza mandata Williama Harrisona. Mandat mu je trajao od 4. ožujka 1881. do 19. rujna 1881. Na poziciji je ukupno bio 6 mjeseci i 15 dana. 
Garfield je odrastao u državi Ohio, gdje je brzo dobio reputaciju wunderkinda i osigurao obrazovanje na nekim od najprestižnijih institucija u SAD. Pokazao je veliku sklonost prema gotovo svim naučnim disciplinama, ali i prema stranim jezicima. Stekao je veliku slavu zbog ambidekstrije, odnosno da isti tekst istovremeno lijevom rukom piše na grčkom, a desnom rukom na latinskom jeziku.
Garfield, koji je predavao na Williams Collegeu u Massachusettsu, je ubrzo zaključio da akademski život nije za njega. Privatno je studirao pravo, a godine 1830. postao advokat. 
Nakon izbijanja građanskog rata, javio se kao dobrovoljac u vojsku Unije. Kao zapovjednik snaga Unije početkom 1862. je uspješno istjerao južnjake iz istočnog Kentuckyja.
Zahvaljujući tome, Garfield je iste godine kao kandidat Republikanske stranke izabran u Zastupnički dom Kongresa SAD, a godine 1863. preuzeo mjesto gdje će ostati sljedećih petnaest godina. U Washingtonu je stekao reputaciju jednog od najradikalnijih članova stranke, te se uporno zalagao za oštar kurs prema pobijeđenim južnjačkim državama. 
Godine 1877. Garfield je bio jednim od članova izborne komisije koja je spor oko rezultata predsjedničkih izbora riješila u korist republikanca Rutherforda B. Hayesa. Mnogi povjesničari ga također spominju kao jednog od arhitekata tzv. Kompromisa 1877. godine, temeljem koga je program Rekonstrukcije južnih država završen u zamjenu za priznanje Hayesa kao legitimnog predsjednika. 
Iako je na republikanskoj izbornoj konvenciji 1880. godine imao namjeru podržati Johna Shermana, na kraju je sam Garfield nominiran za predsjedničkog kandidata. Pri tome je uspio poraziti tadašnjeg favorita i bivšeg predsjednika Granta. Demokrati su, pak, kao svog kandidata istakli generala Winfielda Scotta Hancocka, heroja bitke kod Gettysburga. Relativno dobro stanje američke ekonomije i financijski izvrsno podmazana republikanska izborna mašinerija su prednost dale Garfieldu, koji je za par tisuća glasova pobijedio Hancocka.
Garfieldov izbor, međutim, je samo doveo do eskalacije frakcijskog sukoba unutar Republikanske stranke. Na jednoj strani su bili tzv. Polutani koji su zagovarali pomirljiv stav prema Jugu i demokratima, te reformu federalne uprave u cilju što bolje stručnosti. Na drugoj strani su bili tzv. Nepokolebljivi, koji su se zalagali za očuvanje tradicionalnog stranačkog "sistema plijena" ustanovljenog još u doba Jacksonove administracije. Garfield, nekadašnji radikal, postao je vođa Polutana, dok su se Nepokolebljivi bili okupili oko bivšeg predsjednika Granta te novoizabranog potpredsjednika Chestera A. Arthura.
Dana 2. srpnja 1881., dok se zajedno sa suprugom šetao ulicama Washingtona, Garfielda je ustrijelio Charles J. Guiteau, fanatični pristaša frakcije Nepokolebljivih. Garfield je preživio Guiteauove metke, ali ne i nestručno liječenje. Dva mjeseca kasnije je preminuo od posljedica ranjavanja. Njegov predsjednički mandat je ostao upamćen kao najkraći nakon Williama Henryja Harrisona.
Guiteauov čin je, ironično, značio kraj Nepokolebljivih. Novi predsjednik Arthur je pod pritiskom javnosti bio prisiljen provesti sve Garfieldove reforme.

## Vanjske poveznice
- Garfield, Harding, and Arthur
- Official whitehouse.gov biography  Arhivirana inačica izvorne stranice od 15. ožujka 2006. (Wayback Machine)
- Inaugural Address  Arhivirana inačica izvorne stranice od 18. ožujka 2005. (Wayback Machine)
- Article about assassination and "treatment" by doctors
- Encarta
- AmericanPresident.org
- Raw Deal
- MathWorld: Pythagorean Theorem
- Biography from John T. Brown's Churches of Christ (1904)
- James A Garfield National Historic Site
- James A. Garfield Birthplace
- Garfield Tomb  Arhivirana inačica izvorne stranice od 17. lipnja 2006. (Wayback Machine)